# Society for Industrial and Applied Mathematics

Logo der SIAM

Die Society for Industrial and Applied Mathematics (SIAM) mit Sitz in Philadelphia ist eine US-amerikanische Gesellschaft für angewandte Mathematik. Sie wurde 1951 in Philadelphia von in der Industrie tätigen Mathematikern gegründet. Heute hat sie über 11000 Mitglieder, organisiert wissenschaftliche Konferenzen und gibt Bücher und 18 Fachzeitschriften heraus (u. a. SIAM Review, Theory of Probability and its Applications, SIAM Journal of Applied Mathematics). Sie vergibt unter anderem den George-Pólya-Preis, Norbert-Wiener-Preis (mit der American Mathematical Society), den James-H.-Wilkinson-Preis, den Theodore von Kármán Prize und den George-David-Birkhoff-Preis.
SIAM ist auch Mitveranstalter der alle vier Jahre stattfindenden International Congress on Industrial and Applied Mathematics (ICIAM), der größten internationalen Konferenz für angewandte Mathematik.

## Präsidenten
- William E. Bradley, Jr. (1952–1953)
- Donald Houghton (1953–1954)
- Harold W. Kuhn (1954–1955)
- John William Mauchly (1955–1956)
- Thomas Southard (1956–1958)
- Donald Thomsen, Jr. (1958–1959)
- Brockway McMillan (1959–1960)
- F. Joachim Weyl (1960–1961)
- Robert Rinehart (1961–1962)
- Joseph P. LaSalle (1962–1963)
- Alston Householder (1963–1964)
- J. Barkley Rosser (1964–1966)
- Garrett Birkhoff (1966–1968)
- J. Wallace Givens (1968–1970)
- Burton Colvin (1970–1972)
- C. C. Lin (1972–1974)
- Herbert Keller (1974–1976)
- Werner C. Rheinboldt (1976–1978)
- Richard C. DiPrima (1979–1980)
- Seymour Parter (1981–1982)
- Hirsh Cohen (1983–1984)
- Gene H. Golub (1985–1986)
- C. William Gear (1987–1988)
- Ivar Stakgold (1989–1990)
- Robert E. O’Malley (1991–1992)
- Avner Friedman (1993–1994)
- Margaret H. Wright (1995–1996)
- John Guckenheimer (1997–1998)
- Gilbert Strang (1999–2000)
- Thomas A. Manteuffel (2001–2002)
- James Hyman (2003–2004)
- Martin Golubitsky (2005–2006)
- Cleve Moler (2007–2008)
- Doug Arnold  (2009–2010)
- L. N. Trefethen (2011–2012)
- Irene Fonseca (2013–2014)
- Pamela Cook (2015–2016)
- Nicholas Higham (2017–2018)
- Lisa Fauci (2019–2020)
- Susanne Brenner (2021–2022)
- Sven Leyffer (2023–2024)

Quelle:

## Zeitschriften
- Multiscale Modeling and Simulation
- SIAM Journal on Applied Algebra and Geometry
- SIAM Journal on Applied Dynamical Systems
- SIAM Journal on Applied Mathematics
- SIAM Journal on Computing
- SIAM Journal on Control and Optimization
- SIAM Journal on Discrete Mathematics
- SIAM Journal on Financial Mathematics
- SIAM Journal on Imaging Sciences
- SIAM Journal on Mathematical Analysis
- SIAM Journal on Mathematics of Data Science
- SIAM Journal on Matrix Analysis and Applications
- SIAM Journal on Numerical Analysis
- SIAM Journal on Optimization
- SIAM Journal on Scientific Computing
- SIAM/ASA Journal on Uncertainty Quantification
- SIAM Review
- Theory of Probability and Its Applications